# Parlamentswahl in Tuvalu 2019
Die Parlamentswahl in Tuvalu 2019 fand am 9. September 2019 statt. Es traten nur Einzelkandidaten an, da es keine politischen Parteien in Tuvalu gibt.
Die Regierungsfraktion unter Premierminister Enele Sopoaga versuchte, ihre absolute Mehrheit von elf Sitzen gegenüber der Opposition mit vier Sitzen zu verteidigen.

## Hintergrund
Aktives Wahlrecht haben alle Staatsbürger über 18. Vom 7. Juni bis 9. Juli war das Wählerverzeichnis zur Einsicht geöffnet, vom 21. bis zum 27. August konnten sich berechtigte Personen dort nachtragen lassen.
Es standen 16 Sitze zur Wahl, die nach dem relativen Mehrheitswahlrecht vergeben werden (first-past-the-post system), wobei jeder der acht Wahlbezirke mit je zwei Sitzen vertreten ist. Die Kandidatenliste wurde in der dritten Augustwoche endgültig bekannt gegeben. Da Frauen unter den Kandidaten bisher noch immer unterrepräsentiert waren, organisierte die Regierung im Vorfeld der Wahlen seit 2018 Workshops für Frauen.
Dennoch kandidierten nur zwei Frauen.

## Wahlergebnis
Die Wahllokale waren bei vergangenen Wahlen von 8 Uhr bis 16 Uhr geöffnet. Unmittelbar nach Schließung der Wahllokale begann die Auszählung der Stimmen in den 12 Wahlstationen.
Der amtierende Premierminister Enele Sopoaga wurde mit der Mehrheit der Stimmen seines Wahlbezirks Nukufetau wiedergewählt. Sieben Abgeordnete wurden erstmals in das Parlament gewählt. Von zwei Frauen, die zur Wahl angetreten waren, zog eine (Puakena Boreham) wieder ins Parlament ein.
Am 19. September 2019 wurde Kausea Natano mit einer Mehrheit von 10 zu 6 Stimmen zum neuen tuvaluischen Premierminister gewählt.
| Wahlkreis  | Einwohner Stand 2017 | Atoll/Insel          | Gewählte Abgeordnete                           |
| ---------- | -------------------- | -------------------- | ---------------------------------------------- |
| Funafuti   | 6320                 | Funafuti             | Simon Kofe (374 Stimmen) Kausea Natano (355)   |
| Nanumanga  | 491                  | Nanumanga            | Monise Laafai (366) Minute Taupo (361)         |
| Nanumea    | 512                  | Nanumea              | Ampelosa Manoa Tehulu (603) Timi Melei (327)   |
| Niutao     | 616                  | Niutao und Niulakita | Sam P Teo (241) Katepu Laoi (235)              |
| Nui        | 610                  | Nui                  | Puakena Boreham (274) Mackenzie Kiritome (249) |
| Nukufetau  | 597                  | Nukufetau            | Enele Sopoaga (491) Fatoga Talama (323)        |
| Nukulaelae | 300                  | Nukulaelae           | Seve Paeniu (199) Namoliki S Neemia (182)      |
| Vaitupu    | 1061                 | Vaitupu              | Nielu Isake (642) Isaia Taape (494)            |